# اچ‌اس‌دابلیوام‌اس اسکولد
اچ‌اس‌دابلیوام‌اس اسکولد (به انگلیسی: HSwMS Sköld) یک کشتی بود که طول آن ۳۱٫۹۳ متر (۱۰۴ فوت ۹ اینچ) بود. این کشتی در سال ۱۸۶۸ ساخته شد.